# The John Lennon Collection
The John Lennon Collection (с англ. — «Коллекция Джона Леннона») — первый посмертный альбом-сборник британского рок-музыканта Джона Леннона, содержащий его лучшие песни периода сольной карьеры и вышедший 1 ноября 1982 года. В Великобритании выпуском занималась компания Parlophone, а в США Geffen Records.

## Выпуск и отбор песен
Первоначально релиз посмертного альбома Джона Леннона был запланирован на конец 1981 года, однако был отложен на год из-за юридических проблем, связанных с тем, что половина песен в альбоме была лицензирована лейблом EMI, а другая половина, состоящих из песен из последнего прижизненного альбома музыканта Double Fantasy, были лицензированы Geffen. В конечном итоге The John Lennon Collection был выпущен 1 ноября 1982 года лейблом Parlophone в Великобритании, и 8 ноября Geffen в США. Это был первый альбом Леннона, выпущенный после его смерти в 1980 году. Альбом включает в себя бо́льшую часть коммерчески успешных синглов Леннона и другие треки из его сольных альбомов, записанных EMI с 1970 по 1975 годы, а также все песни из Double Fantasy (кроме третьего трека «Cleanup Time»), который первоначально распространялся Geffen в Америке и EMI/Parlophone в Великобритании.
Избранные EMI песни для первой стороны альбома похожи на содержание сборника Shaved Fish 1975 года, но без синглов «Cold Turkey», «Mother» и «Woman Is the Nigger of the World». Были добавлены успешные синглы 1975 года «Stand by Me» и «Love», популярный трек из альбома John Lennon/Plastic Ono Band. Вторая сторона состоит из многих треков из Double Fantasy. В США альбом был выпущен с немного другим трек-листом, из которого были исключены «Happy Xmas (War Is Over)» и «Stand by Me».

## Переиздание
В 1989 году, после того как EMI приобрела права на материал Double Fantasy, The John Lennon Collection был ремастирован и переиздан по всему миру с двумя бонус-треками для своего CD-релиза, «Move Over Ms. L» и «Cold Turkey» (первый был единственным официально выпущенным треком Леннона, ранее недоступным в любом британском альбоме, второй — единственный британский успешный сингл, первоначально исключённый из сборника). «Move Over Ms. L» был более заметным включением: первоначально предназначенный для Walls and Bridges, но выпущенный в последнюю минуту как сторона «Б» к синглу «Stand by Me». Диск был выпущен в Великобритании 23 октября 1989 года. «Менее рождественский, чем кажется [„Cold Turkey“] теперь восстановлен на компакт-диске», — написал Мэт Сноу из Q, — «и гарантированно испортит любую вечеринку сентиментального леннонизма — вероятно, поэтому его сохранили напоследок; альбом Plastic Ono Band 1970 года, если не считать этого, остаётся его самой неприятно напряжённой работой».
В США переиздание The John Lennon Collection на компакт-диске 1989 года включало не только два бонус-трека, но и две песни, первоначально исключенные из американского релиза: «Happy Xmas (War Is Over)» и «Stand by Me» (они также считались «бонус-треками» в США), тем самым сделав трек-лист теперь идентичным в обеих странах.

## Реакция
| Оценки критиков | Оценки критиков |
| Источник        | Оценка          |
| --------------- | --------------- |
| AllMusic        | [ 4 ]           |
| MusicHound      | [ 5 ]           |

Став первым посмертным релизом Леннона, The John Lennon Collection преуспел чрезвычайно хорошо, достигнув 1-го места в Великобритании и достигнув 33-го места в США, где в конечном итоге стал трёхкратно платиновым. За первую неделю было продано 300 000 копий альбома, а к третьей неделе в Великобритании — 1 миллион В Великобритании «Love» была выпущена в виде сингла (с версией песни без медленных переходов) и сумела достичь 41-го места. «Beautiful Boy (Darling Boy)» был выпущен в качестве стороны «Б» к «Happy Xmas (War Is Over)», который был выпущен Geffen в совершенно новой обложке в США.

## Обложка
Фотографии передней и задней обложек для The John Lennon Collection были сделаны знаменитым фотографом Энни Лейбовиц 8 декабря 1980 года; Леннон был убит позже в тот же вечер Марком Дэвидом Чэпменом у входа в здание «Дакота», в котором он проживал вместе со своей женой Йоко Оно и сыном.

## Список композиций
Слова и музыка всех песен — написаны Джоном Ленноном, за исключением отмеченных.
| №                   | Название | Длительность |
| ------------------- | --- | ------------ |
| 1.                  | «Give Peace a Chance» (Первоначально авторство песни приписывалось дуэту Леннон — Маккартни, однако начиная с 1990-х годов во всех изданиях оно остаётся лишь за Ленноном) | 4:52         |
| 2.                  | «Instant Karma!» | 3:20         |
| 3.                  | «Power to the People» | 3:16         |
| 4.                  | «Whatever Gets You thru the Night» (Элтон Джон играет на гармоническом вокале и фортепиано)                                                                                | 3:17         |
| 5.                  | «#9 Dream» | 4:46         |
| 6.                  | «Mind Games» | 4:12         |
| 7.                  | «Love» (Выпущена как сингл, уникальна для этой коллекции. Первоначально выпущена в 1970 году в альбоме John Lennon/Plastic Ono Band)                                       | 3:22         |
| 8.                  | «Happy Xmas (War Is Over)» (Первоначально исключённая из американской виниловой версии этого сборника, включённая на кассете и переизданная в 1989 году)                   | 3:33         |
| Общая длительность: | Общая длительность: | 30:38        |

| №                   | Название | Автор(ы)            | Длительность |
| ------------------- | --- | ------------------- | ------------ |
| 1.                  | «Imagine» (Первоначально авторство песни приписывалось Леннону, однако начиная с 2010-х годов оно также применяется и к его жене Йоко Оно)  | Леннон/Оно          | 3:02         |
| 2.                  | «Jealous Guy» |                     | 4:14         |
| 3.                  | «Stand by Me» (Первоначально исключённая из американской виниловой версии этого сборника, включённая на кассете и переизданная в 1989 году) | Либер/Столер/Кинг   | 3:25         |
| 4.                  | «(Just Like) Starting Over» |                     | 3:55         |
| 5.                  | «Woman» |                     | 3:25         |
| 6.                  | «I'm Losing You» |                     | 3:57         |
| 7.                  | «Beautiful Boy (Darling Boy)» |                     | 4:01         |
| 8.                  | «Watching the Wheels» |                     | 3:31         |
| 9.                  | «Dear Yoko» |                     | 2:33         |
| Общая длительность: | Общая длительность: | Общая длительность: | 38:51        |

## Комментарии
1. ↑  UK Parlophone EMTV 37[1]
2. ↑  US Geffen GHSP 2023[1]
3. ↑  «Watching the Wheels» и «Dear Yoko» поменялись местами[1].
4. ↑  UK Parlophone CDEMTV 37[1]
5. ↑  UK Parlophone R 5958[1]
6. ↑  US Geffen 7-29855[6]